# Adelard Mayanga Maku

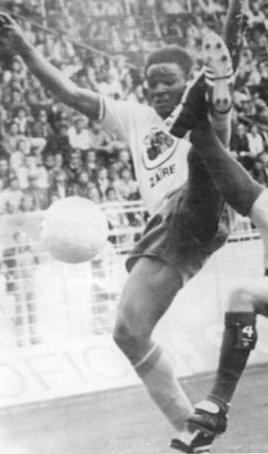
Imagem de Adelard Mayanga Maku.

Adelard Mayanga Maku (31 de outubro de 1948) foi um jogador da seleção de futebol do Zaire (atual República Democrática do Congo) em 1974, na primeira e única vez em que Zaire se classificou para uma Copa do Mundo FIFA.